# Manuel Gil

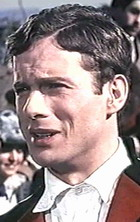
Manuel Gil

Manuel Gil Huidobro (* 13. Dezember 1933 in Cervera del Río Alhama, Logroño) ist ein spanischer Schauspieler.

## Leben
Gil sammelte erste Bühnenerfahrungen in der Theatergruppe der Universität Saragossa, bevor er für mehrere Spielzeiten am Teatro Español und später am Teatro María Guerrero in Madrid verpflichtet wurde.
Beim Film debütierte er 1960 in Botón de ancla und zählte zu den jungen Schauspielhoffnungen des spanischen Kinos, der vor allem bis Ende der 1970er Jahre auch in Hauptrollen über siebzig iberische, italienische und mexikanische Filme dreht. Seine Fernseharbeit wird geprägt durch die großen Erfolge der Serien Ramón y Cayal 1982 (Regie José María Forqué) und Goya 1985 (Regie José Ramón Larraz). Auch Formate wie ¿Cual es tu final? oder La clase media besetzten den großen, hageren Darsteller.

## Filmografie (Auswahl)
- 1959: Parque de Madrid
- 1961: Entfesselte Triebe (Juventud a la intempiere)
- 1965: Der Spion, der in die Hölle ging (Corrida pour un espion)
- 1966: Für 1000 Dollar pro Tag (Per mille dollari al giorno)
- 1970: Der Killer von Wien (Lo strano vizio della Signora Wardh)
- 1968: Simon Bolivar (Simón Bolivar)
- 1992: Bis daß der Tod euch scheidet (Demasiado corazón)
- 2011: Senyor Retor (Fernsehserie)